# خودکشی مجاز
خودکشی مجاز (به انگلیسی: Sanctioned Suicide) (SS یا SaSu) یک تالار گفتگو است که به‌دلیل گفت‌وگوهای آزاد و تشویق به خودکشی و روش‌های خودکشی شناخته شده است. این انجمن در ۱۸ مارس ۲۰۱۸ توسط دیگو خواکین گالانته و لامارکوس اسمال تأسیس شد، که با نام‌های مستعار اینترنتی «سرژ» و «مارکوئیس» شناخته می‌شوند. گالانته و اسمال این وب‌سایت را پس از آن ایجاد کردند که ساب‌ردیت r/SanctionedSuicide توسط ردیت بسته شد؛ هم وب‌سایت و هم آن ساب‌ردیت به‌عنوان جانشین گروه خبری یوزنت alt.suicide.holiday توصیف شده‌اند. تا تاریخ نوامبر ۲۰۲۴، این تالار بیش از ۵۰٬۰۰۰ عضو دارد و گزارش شده که در سپتامبر ۲۰۲۳ نزدیک به ۱۰ میلیون بازدید صفحه داشته است. با وجود آنکه انجمن خود را یک انجمن حق‌مردن می‌داند، بسیاری آن را طرفداری از خودکشی توصیف کرده‌اند.
خودکشی مجاز به‌دلیل تشویق به خودکشی توسط کاربران این وبگاه مورد توجه گستردهٔ رسانه‌ها و مقامات دولتی قرار گرفته است. این وبگاه همچنین به‌دلیل ترویج استفاده از سدیم نیتریت به‌عنوان روشی برای خودکشی مورد انتقاد قرار گرفته است؛ روشی که پیش‌تر کمتر شناخته شده بود. یکی از گزارش‌های نیویورک تایمز از مرگ ۴۵ بزرگسال و کودک در ارتباط با این وبگاه خبر داد، و گزارش بعدی ده‌ها مورد دیگر را نیز شناسایی کرد. بی‌بی‌سی نیوز ۵۰ نفر را در بریتانیا شناسایی کرده است که مرگ آن‌ها با این وبگاه در ارتباط بوده است. دسترسی به این انجمن در ایتالیا و آلمان محدود شده است. از نوامبر ۲۰۲۳، ترکیه نیز دسترسی به این سایت را مسدود کرده است.